# Sabin Sadiboko
Sabin Sadiboko Mupwedi, né à Léopoldville en 1962, a été le gouverneur de la province de Bandundu en République démocratique du Congo jusqu'au 10 décembre 2005. Il a été remplacé par Guy Kunza.

## Biographie
Sadiboko est né à Léopoldville (aujourd’hui Kinshasa) en 1962 de parents originaires du Bandundu. Il a été à l’école à Kikwit et à la mission catholique de Lumbi. Il a fait ses secondaires au Collège Nzanguka et au collège Kiniati. Il obtient une licence en sciences de l’éducation en 1994.